# فابریتسیا ساکی
فابریتسیا ساکی (ایتالیایی: Fabrizia Sacchi؛ زادهٔ ۱۰ فوریهٔ ۱۹۷۱) بازیگر اهل ایتالیا است.
از فیلم‌ها یا برنامه‌های تلویزیونی که وی در آن نقش داشته است می‌توان به ملیسا پی.، فریب و سوسپیریا اشاره کرد.
در سال ۲۰۰۱، او صحنه‌ای را برای نسخهٔ جدید خانگی آمریکایی از فیلم کلاسیک سگ‌های هار (۱۹۷۴) ساختهٔ ماریو باوا بازی کرد، در نقش زنی که در آغاز فیلم گریه می‌کند.
در میان فعالیت‌هایش در تلویزیون، در سریال پزشکی عمومی (۲۰۰۷–۲۰۰۹) محصول رای ۱ ایفای نقش کرد و در آن نقش گابریلا بوشی را بر عهده داشت.
در سال ۲۰۱۳، برای فیلم یک زندگی پنج ستاره نامزد جایزهٔ داوید دی دوناتلو برای بهترین بازیگر نقش مکمل زن و همچنین نامزد روبان نقره‌ای بهترین بازیگر نقش مکمل زن شد و در همان سال در رشتهٔ ادبیات و فلسفه فارغ‌التحصیل شد.
در سال ۲۰۱۷، سریال اینترنتی کشیش را با کارگردانی آندره‌آ پیرتی تهیه کرد. این وب‌سری که در ناپل فیلم‌برداری شد، در بخش بهترین درام به مرحلهٔ نهایی جشنوارهٔ وب رم ۲۰۱۷ راه یافت و برندهٔ جایزهٔ آستی وب سینما شد. در سال ۲۰۱۸، بار دیگر با لوکا گوادانینو همکاری کرد و در فیلم سوسپیریا بازسازی فیلم کلاسیک داریو آرجنتو ظاهر شد.
نام او در بخش سپاسگزاری ویژهٔ تیتراژ پایانی فیلم سانتا مارادونا آمده است.